# Nieuw-Vennep

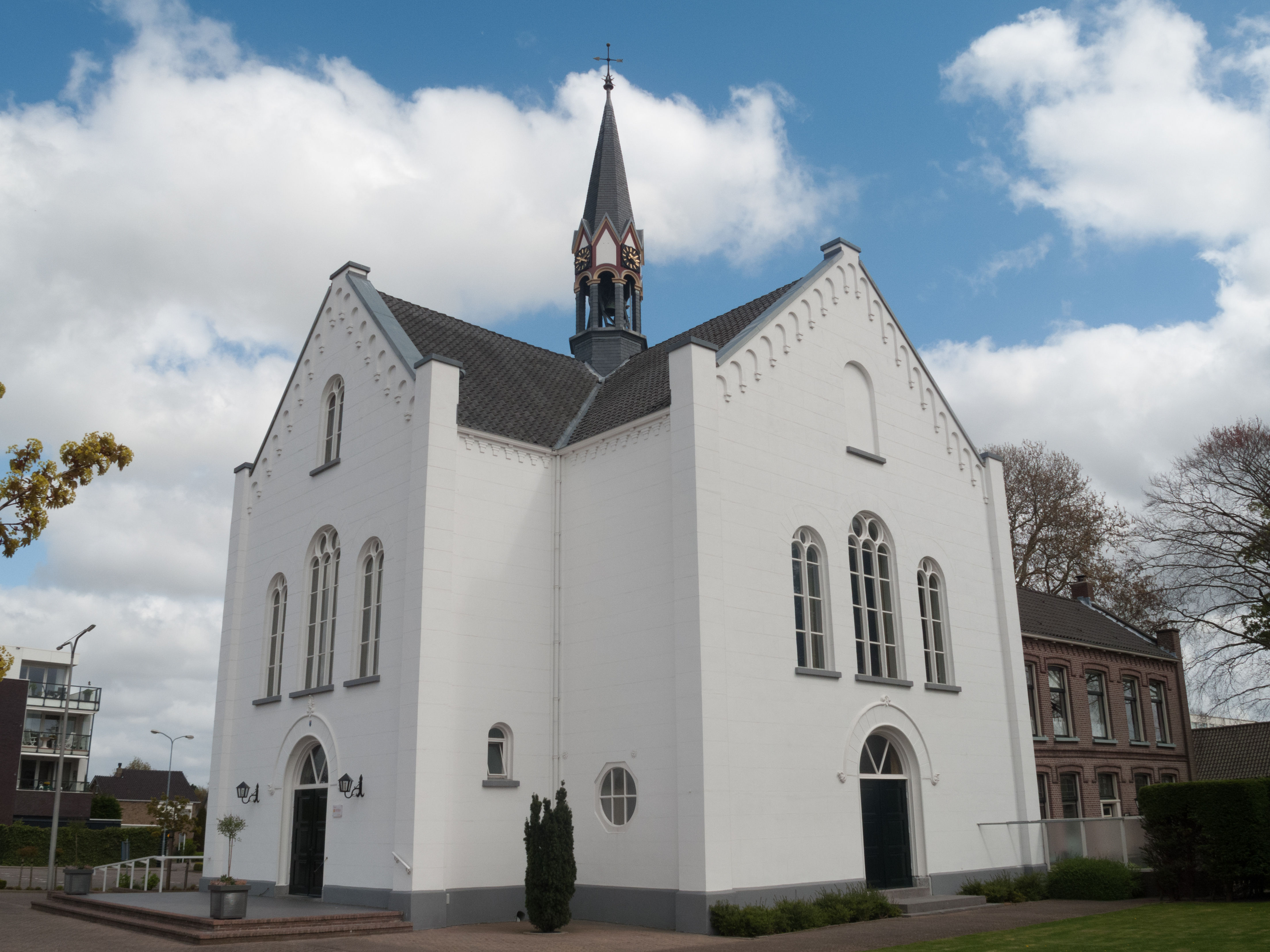
Nieuw-Vennep, église : de Witte Kerk

Nieuw-Vennep est une ville dans la commune néerlandaise de Haarlemmermeer, dans la Hollande-Septentrionale. En 2006, Nieuw-Vennep compte environ 30 000 habitants. C'est la deuxième ville de Haarlemmermeer, après Hoofddorp.
Comme Hoofddorp, Nieuw-Vennep est fondé dès l'assèchement du lac Haarlemmermeer, en 1853. Jusqu'en 1868, le village est appelé Venneperdorp, en commémoration de l'ancien village englouti De Vennip ou De Vennep.